# 38 Ursae Majoris
38 Ursae Majoris, är en orange jättestjärna och misstänkt variabel i stjärnbilden Stora björnen. Den varierar mellan visuell magnitud +5,10 och 5,14 utan någon känd period..